# 真舟村
真舟村（まふねむら）は、千葉県君津郡（望陀郡）にかつて存在した村である。現在の木更津市の西部に位置している。
江戸時代には請西藩の陣屋が置かれていた。

## 沿革
- 1850年（嘉永3年）11月 - 林忠旭が貝淵藩の陣屋を貝淵陣屋（旧木更津町に所在）から上総国望陀郡請西村に移し、請西藩が立藩。
- 1868年（明治元年）
  - 請西藩が戊辰戦争で新政府軍と対立したため改易。
  - 7月13日 - 駿河国小島藩から松平信敏が転封し、桜井藩が立藩。陣屋は貝淵陣屋を改称した桜井陣屋に戻る。
- 1889年（明治22年）4月1日 - 町村制施行により、請西村、桜井村、太田村が合併し、望陀郡真舟村が発足。
- 1897年（明治30年）4月1日 - 望陀郡が統合されて君津郡となる。
- 1933年（昭和17年）4月1日 - 木更津町に編入。同日真舟村廃止。

## 交通

### 鉄道
- 国鉄（現JR東日本）
  - 房総西線（現内房線）：村域内を通過しているが、駅は存在しなかった。

### 道路
- 房総街道